# Dany Mota
Dany Mota Carvalho (ur. 2 maja 1998 w  Niederkorn) – portugalski piłkarz, występujący na pozycji napastnika we włoskim klubie AC Monza.

## Kariera klubowa
Mota urodził się w Luksemburgu, z portugalskich rodziców. Dzięki temu posiada podwójne obywatelstwo. Swoją seniorską karierę Mota rozpoczął w Luksemburgu w CS Pétange. W 2014 roku przeniósł się do Włoch, aby reprezentować barwy klubu Serie B Virtus Entella. Spędził tam cztery sezony, a najlepszy sezon zaliczył w ramach rozgrywek Serie C sezonu 2018/19, gdzie strzelił 13 goli ligowych. W kolejnym sezonie Mota przeniósł się do Juventusu U23, występującego w rozgrywkach Serie C. W Turynie w 20 meczach zdobył siedem bramek i zimą 2020 roku AC Monza zdecydowała się na wypożyczenie go z obowiązkiem wykupu w przypadku awansu do Serie B. W sześciu meczach Mota zdobył dwie bramki, zanim sezon został przerwany z powodu pandemii COVID-19, a Monza została mianowana mistrzem ligi.

## Kariera reprezentacyjna
W 2019 roku Mota został po raz pierwszy powołany do kadry Portugalii U-21. W eliminacjach do Mistrzostw Europy U-21 2021 zdobył cztery bramki, a Portugalia awansowała na mistrzostwa. Później znalazł się w kadrze Portugalii na Mistrzostwa Europy U-21 w 2021, zajmując ze swoją drużyną drugie miejsce.

## Tytuły
Virtus Entella
- Serie C Grupa A: 2018–19

Monza
- Seria C Grupa A: 2019–20

Portugalia U21
- Wicemistrzostwo Europy UEFA do lat 21: 2021